# Konvertering (teknik)
 For alternative betydninger, se Konvertering. (Se også artikler, som begynder med Konvertering)
Konvertering betegner en omformning fra én tilstand til en anden.
Inden for datalogi kan man tale om at omforme en værdi fra en datatype til en anden. Et tal kan for eksempel konverteres til den tekststreng, som tallet består af eller omvendt. Det kan være nyttigt at konvertere tekststrenge til tal (efter behørigt check af, at konverteringen faktisk er mulig), idet et inputfelt i et vindue på skærmen ofte vil være være af streng-type, og hvis der forventes et tal, har man sikkert brug for at arbejde med det som tal (aritmetiske operationer osv.) i programmet. Dette kan kun lade sig gøre, hvis strengen indeholdende tallet først konverteres til til et tal.
Programmeringssprogene har typisk en indbygget facilitet til konvertering, eller der findes metoder/funktioner eller lignende hertil i et standardbibliotek.